# Erasmuslijn
De Erasmuslijn was een lijn van de Rotterdamse metro, die geëxploiteerd wordt door de RET.
Tot 1997 heette de lijn nog Noord-Zuidlijn, waarna hij werd vernoemd naar Erasmus van Rotterdam. Op dat moment bestond de lijn uit twee nog niet op elkaar aansluitende delen: de Metro Erasmuslijn van Rotterdam Centraal naar De Akkers in Spijkenisse en de RandstadRail Erasmuslijn van Den Haag Centraal naar Rotterdam Hofplein. Sinds 13 december 2009 zijn de twee delen op elkaar aangesloten, de naam Erasmuslijn verviel en er ontstonden twee lijnen geïdentificeerd met letters: de Metrolijn  (Rotterdam Centraal - De Akkers) en de RandstadRail Metrolijn  (Den Haag Centraal - Slinge).

## Metro Erasmuslijn

### Geschiedenis

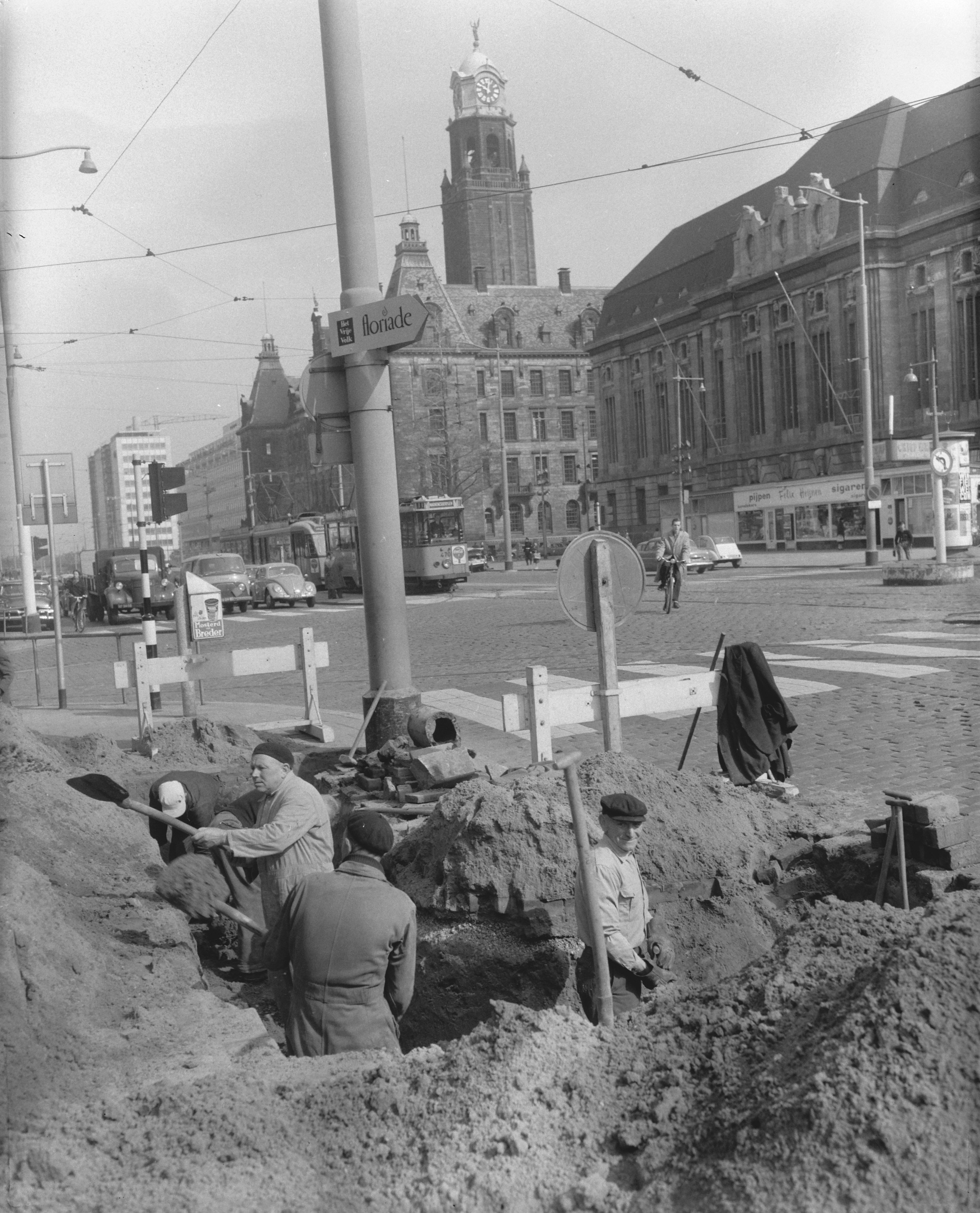
Eerste werkzaamheden voor metrobouw in Rotterdam, graafwerkzaamheden op de Coolsingel, 19 april 1960

De Noord-Zuidlijn is de eerste metrolijn van Nederland. De oorspronkelijke lijn was tevens een van de kortste metrolijnen ter wereld. Het slechts 5,9 km lange traject werd op 9 februari 1968 geopend door Prinses Beatrix en Prins Claus in het bijzijn van toenmalig burgemeester Wim Thomassen. De lijn liep toen nog van het Centraal Station naar station Zuidplein op de linker Maasoever. Met de bouw van de lijn, die ruim zeven jaar duurde, was een bedrag van 170 miljoen gulden (ruim 77 miljoen euro) gemoeid; daarbij kwamen nog voor twintig miljoen gulden (negen miljoen euro) aan bijkomende werken.
De lijn werd in de jaren daarna diverse keren verlengd: op 25 november 1970 naar station Slinge, op 25 oktober 1974 naar station Zalmplaat in de deelgemeente Hoogvliet en op 25 april 1985 naar station De Akkers in de gemeente Spijkenisse.
In 1997 werd in de bestaande tunnel onder de Nieuwe Maas ter hoogte van de Kop van Zuid/Erasmusbrug een nieuw station geopend: Wilhelminaplein. Het bijzondere aan dit station is het in een helling liggende perron.
Het station Tussenwater is geopend op 4 november 2002 met de opening van de lijn naar Schiedam. De plannen voor dit station dateerden al uit de jaren 70. Metrotreinen vanuit Spijkenisse kunnen hier in twee richtingen naar het centrum van Rotterdam: over de Metro Erasmuslijn via Rhoon en Zuidplein of over de Calandlijn via Pernis en Schiedam.
Na een verbouwing, vereist om het voormalige kopstation Centraal Station geschikt te maken voor de lijn van RandstadRail naar Den Haag, werd op 28 september 2009 het vernieuwde metrostation onder de naam Rotterdam Centraal in gebruik genomen.

### Bouwwijze
Het oorspronkelijke traject van de Metro Erasmuslijn, het deel Centraal Station - Zuidplein, is in Rotterdam-Centrum ondergronds aangelegd en in Rotterdam-Zuid bovengronds, grotendeels op een viaduct. De tunnel is voornamelijk gebouwd volgens de afzinkmethode, zowel het rivierdeel als het stedelijke deel. Het tunneltracé in het stedelijk deel is daartoe volledig "in den natte" ontgraven binnen een damwandconstructie. Op het Weena en de Blaak zijn tijdelijke bouwdokken gerealiseerd waarin de betonnen tunnelelementen zijn gebouwd. Vanuit deze dokken zijn de tunnelelementen via het binnen de damwanden gerealiseerde kanaal naar de plaats van bestemming gevaren. Vervolgens zijn deze op locatie afgezonken. Gezien de slappe Rotterdamse bodem diende de tunnel op palen te worden gefundeerd. Het is onmogelijk alle palen exact op hoogte onder water weg te heien. Daarom is er een paalsysteem ontworpen waarbij een deel van de betonnen paal na het afzinken van de tunnel door een cementinjectie is opgeperst tegen de tunnelvloer.
De tunnelelementen voor de rivierkruising met de Maas zijn gebouwd in een speciaal hiervoor aangelegd bouwdok op het eiland Brienenoord.

### Metrotunnel Spijkenisse
Een van de natuurlijke obstakels van de Metro Erasmuslijn is de Oude Maas. Bij de verlenging naar Spijkenisse (sinds midden jaren tachtig van de twintigste eeuw) is de kruising met de Oude Maas uitgevoerd als tunnel. De rivier heeft hier een diepte van 10 meter. De vloer van de tunnel ligt op maar liefst 23 meter onder NAP en het gesloten gedeelte is 530 meter lang. Daarnaast is het gesloten stuk in Hoogvliet nog 357 meter lang en het gedeelte in Spijkenisse 255 meter, waardoor de totale lengte van de tunnel 1142 meter is. Omdat de tunnel zo diep ligt, hoefde hij alleen op staal gefundeerd te worden, terwijl de landtunnels op palen gefundeerd zijn. Het verschil in zetting tussen de twee tunneldelen is opgelost door intensieve grondverbetering uit te voeren onder de tunnel.
De zes tunnelelementen zijn gebouwd op het Van Brienenoordeiland, net zoals die voor de kruising met de Nieuwe Maas, en ze zijn elk 82 meter lang. Omdat het bouwdok niet groot genoeg was om alle zes elementen in één keer te bouwen, zijn er eerst drie voltooid, die uit het dok gevaren zijn en opgeslagen, waarna de tweede serie van drie voltooid is. De segmenten zijn elk 6,55 meter hoog en 10,30 meter breed.

## RandstadRail Erasmuslijn

### Geschiedenis
In 2006 is in het kader van het project RandstadRail de Hofpleinlijn, de spoorlijn van Rotterdam Hofplein naar Den Haag, omgebouwd naar een metro/sneltramlijn: de RandstadRail Erasmuslijn. Deze lijn wordt met een tunnel, het zogenaamde Statenwegtracé, aangesloten op de Metro Erasmuslijn. Deze tunnel is per 13 augustus 2011 volledig in gebruik genomen.
Hoewel er tot maart 2011 nog twee verschillende lijnen waren, is vroeg ingezet om reizigers bekend te laten worden met de toekomstige koppeling van deze lijnen. Inmiddels heeft deze koppeling plaatsgevonden.
De RandstadRail Erasmuslijn bevat nog enkele gelijkvloerse kruisingen (overwegen beveiligd met AHOB-installaties) en heeft daarmee meer het karakter van een sneltram. De mate van afscherming is echter beduidend groter dan gebruikelijk (AHOB's in plaats van verkeerslichten bij overwegen, volledige afscherming van de baan met hekken) en daarmee is het veiligheidsniveau en de mate van autonomie meer vergelijkbaar met een spoorweg. De voormalige overweg in Pijnacker is vervangen door een tunnel.
De RandstadRail E-lijn deelt het tracédeel Leidschenveen - Laan van NOI met RandstadRail 3 en 4 van de HTM. Deze HTM-lijnen verbinden de Haagse wijken De Uithof en Loosduinen via het Haagse centrum met Zoetermeer via het vroegere NS-Sprinter-tracé en in een later stadium met P+R-station Bleiswijk aan de spoorlijn Den Haag - Utrecht.

### Stations
Bij de opheffing van de Hofpleinlijn (NS) in juni 2006 is ook het station Bergweg gesloten. Hoewel de RandstadRail Erasmuslijn hier nog wel langs kwam, werd er niet gestopt.
Diverse stations langs de RandstadRail Erasmuslijn zijn vernieuwd en een aantal nieuwe stations is toegevoegd. Station Kleiweg is vervangen door het even verderop gelegen station Melanchthonweg en station Wilgenplas is vervangen door station Meijersplein. In Pijnacker is een nieuw station toegevoegd, Pijnacker Zuid, terwijl het voormalige Pijnacker (NS) nu Pijnacker Centrum heet en verplaatst is in de richting van de Oostlaan. Voorts zijn de stations Nootdorp, Leidschenveen en Forepark nieuw toegevoegd. Al deze nieuwe haltes zijn in gebruik genomen bij de start van RandstadRail. Later werd op 19 december 2008 de halte Berkel Westpolder in gebruik genomen.
Op 22 augustus 2016 werd het Haags startstation Erasmuslijn (HSE) geopend waardoor de Erasmuslijn een eigen station boven het busstationplatform kreeg. Het nieuwe startstation Erasmuslijn is een ontwerp van ZJA Zwarts & Jansma Architecten. In uitzonderlijke gevallen kunnen hier ook Randstadrail trams halteren langs het lage middenperron.

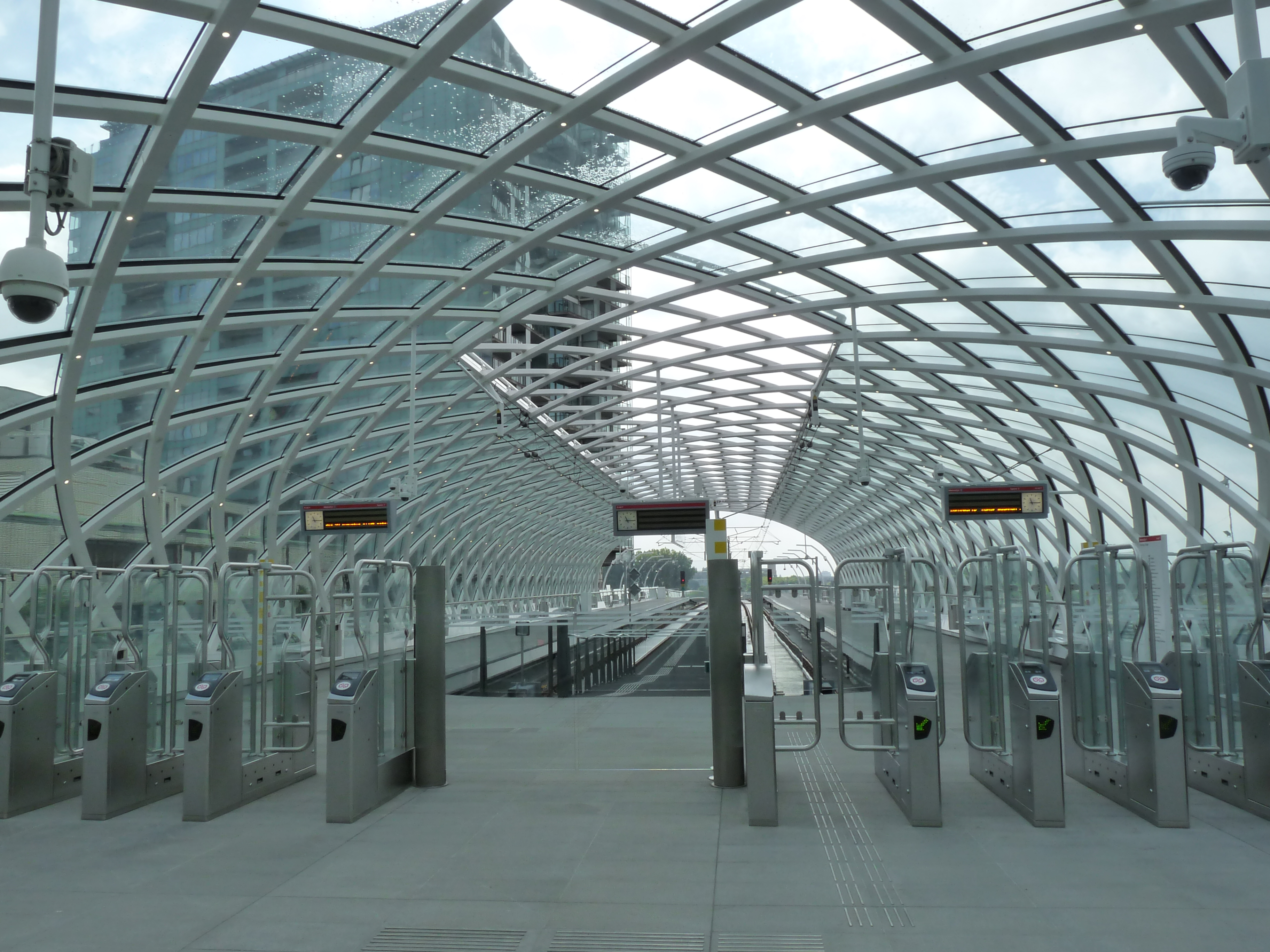
Het nieuwe HSE station

## Exploitatie
Vanaf 13 december 2009 is de Erasmuslijn opgesplitst in 2 nieuwe lijnen:
| Lijn      | Route                          | Bijzonderheden              |
| --------- | ------------------------------ | --------------------------- |
| Metrolijn | Rotterdam Centraal - De Akkers |                             |
| Metrolijn | Den Haag Centraal - Slinge     | Onderdeel van RandstadRail. |

De actuele situatie met betrekking tot de exploitatie staat bij deze artikelen.

### Beginfase
Op 9 februari 1968 werd het eerste deel van de Noord-Zuidlijn geopend tussen het Centraal Station en Zuidplein. Voor de exploitatie waren 27 rijtuigen uit de 5000 serie beschikbaar, 24 hiervan waren nodig voor de dienstregeling. De lijn werd geëxploiteerd vanaf de remise Hilledijk. Al snel waren deze 27 rijtuigen niet meer voldoende. Voor de verlenging naar station Slinge op 25 november 1970 werden er daarom ook zestien extra rijtuigen afgeleverd. Er werd niet doorgenummerd, de rijtuigen krijgen de nummers 5051-5066.
Op 25 oktober 1974 volgde een verlenging naar station Zalmplaat in Hoogvliet. Tussen de stations Slinge en Rhoon werd de remise Waalhaven aangelegd. Met de verlenging naar Zalmplaat kwam ook de 5100 serie in dienst, bestaande uit 28 rijtuigen, wat het totaal aantal rijtuigen op 71 bracht. Na de opening werd in de spits elke 9 minuten gereden naar Zalmplaat, dit werd al enkele jaren na de opening verhoogd tot elke 6 minuten met treinen van vier rijtuigen. Hierdoor werden 60 van de 71 rijtuigen ingezet in de spits.

### Spijkenisse
Nadat de tweede metrolijn, de Oost-Westlijn was gebouwd, werd de Noord-Zuidlijn op 25 april 1985 verlengd naar station De Akkers in Spijkenisse. Voor deze verlenging waren acht extra rijtuigen nodig. Aangezien tegelijkertijd de Oost-Westlijn werd aangelegd, werd voor beide lijnen gezamenlijk de 5200 serie afgeleverd. De rijtuigen gingen voornamelijk op de Oost-Westlijn rijden, maar een stuk of acht rijtuigen werd ingezet op de Noord-Zuidlijn voor de verlenging naar Spijkenisse.
Met circa 80 rijtuigen reed de metro in de piek van de ochtendspits elke 5 minuten met vier rijtuigen naar Spijkenisse. Later werd dit opgevoerd tot elke 3 minuten in de piek van de spits, de rest van de spits werd er elke 8 minuten gereden naar Spijkenisse en de rest van de dag om de 10 minuten. Overdag wanneer de frequentie naar Spijkenisse lager was reden er extra metro's tussen het Centraal Station en station Slinge waardoor er in het centrum overdag een 5 en in de spits 4 minuten dienstregeling was. Overdag werden de metro's naar Slinge afgekoppeld tot twee rijtuigen, 's avonds werden ook de metro's naar Spijkenisse afgekoppeld tot twee rijtuigen.
Tussen 1998 en 2002 werden de rijtuigen uit de 5000 en 5100 serie vervangen door nieuwe rijtuigen uit de 5300 en 5400 serie. De rijtuigen uit de 5400 serie waren bedoeld voor uitbreiding de Calandlijn en reden slechts tijdelijk op de Erasmuslijn tot uitbreiding voltooid werd. Voor de exploitatie van de Erasmuslijn waren in 2001 op werkdagen 68 rijtuigen nodig (exclusief reserve), verdeeld over zeventien treinen van vier rijtuigen.

### Beneluxlijn
Op 4 november 2002 werd de Beneluxlijn in gebruik genomen, waardoor ook de Calandlijn tot station De Akkers reed. Doordat een deel van de metro's vanuit Spijkenisse voortaan via de nieuwe lijn over Schiedam ging rijden, ging de Erasmuslijn minder vaak rijden. Ook leverde de lijn een deel van het materieel in aan de Calandlijn, er bleven nog 63 rijtuigen uit de 5300 serie voor de exploitatie. De Erasmuslijn ondervond net als de Calandlijn in het begin veel problemen door de nieuwe dienstregeling, waardoor deze na 1,5 maand werd gewijzigd. Voortaan reed de Erasusmijn om de 7 minuten naar Spijkenisse in de spits en om de 3,5 minuut naar Slinge. Er werd gereden met treinen van drie en vier rijtuigen.
In 2004 kreeg de metro te maken met bezuinigingen. De Erasmuslijn ontsprong deze grotendeels, maar doordat de frequentie op de lijn is afgestemd op die van de Calandlijn, die wel te maken kreeg met bezuinigingen, veranderde de frequenties op de Erasmuslijn in de avonduren naar Spijkenisse van 10 naar 15 minuten en terug naar 10, om in augustus 2006 uiteindelijk definitief naar 15 minuten te gaan.

### RandstadRail
Doordat in augustus 2005 werd begonnen elf rijtuigen uit de 5200 serie van de Calandlijn om te bouwen voor de RandstadRail werd de frequentie van de Calandlijn in de spits veranderd. Om dit te compenseren ging de Erasmuslijn in de spits vaker rijden tussen Centraal Station en De Akkers. Er reed voortaan elke 5 minuten een metro, verdeeld in een 6-4 minuten patroon. Tussen Centraal Station en Slinge werd dit aangevuld tot een 3,3 minuten frequentie. Om vaker te rijden met hetzelfde aantal rijtuigen werden kortere metro's ingezet.
Op 10 september 2006 ging vervolgens het eerste deel van de RandstadRail in dienst. Hoewel deze lijn nog geheel gescheiden was, werd deze ook onder de naam Erasmuslijn gereden, vanwege de toekomstige koppeling tussen beide lijnen. In de eerste fase van de RandstadRail werd gereden tussen de stations Hofplein en Nootdorp. Vanaf 11 november 2006 ging het volledige traject tussen Hofplein en Den Haag Centraal in dienst. De lijn werd gereden met elf omgebouwde rijtuigen uit de 5200 serie, op werkdagen waren overdag tien rijtuigen nodig, verdeeld over vijf treinen van twee rijtuigen.
Vanaf december 2008 kwamen de nieuwe RandstadRail voertuigen uit de serie 5500 in dienst op de Erasmuslijn. Deze voertuigen rijden nu tussen de stations Den Haag Centraal en Slinge, maar voordat het Statenwegtracé af was, reden ze zowel op de Erasmuslijn tussen Rotterdam en Spijkenisse als op de RandstadRail. De oude omgebouwde voertuigen uit de 5200 serie verdwenen in november 2009 van de Erasmuslijn.
 Metrolijn A · 
 Metrolijn B · 
 Metrolijn C · 
 Metrolijn D · 
 Metrolijn E
Materieelseries:
5000 · 
5100 · 
5200 · 
5300 · 
5400 · 
5500 · 
5600 · 
5700